# ثرمداء
ثرمداء، هي منطقة سكّانية مكانية قديمة جداً قبل البعثة النبوية بآلاف السنوات وهي جزء من منطقة الوشم وتضم تلك المنطقة بلدة بهدى والباطن والثوير وكميت والصحن والقاع والبريدية والرعن وبلد إمرئ القيس (مراة) وقصور الحمض وبلدة الكليبية والفهدة وشعيب النخيل والمراعي حولها وهي الآن تتبع محافظة مرات إدارياً وتتبع محافظة شقراء، الواقع في منطقة الرياض في المملكة العربية السعودية. وتبعد ثرمداء عن حدود العاصمة الرياض بمسافة تقارب (140) كم.